# Srilankanske rupee
Srilankanske rupee er betegnelse for den officielle valuta i Sri Lanka. Den opdeles i 100 cents.
Den internationale ISO 4217 kode for Sri Lanka rupee er LKR.